# Soltero parásito
Solteros parásitos (パラサイトシングル parasaito shinguru?, del inglés Parasite single) es un término japonés para definir a personas adultas que viven con sus padres para disfrutar de unos cuidados y vida cómoda que no serían capaces de conseguir por sí mismos.
La expresión se utiliza principalmente en la sociedad japonesa, pero se dan fenómenos similares en otros países del mundo.

## Orígenes
La expresión fue usada por primera vez por el profesor Masahiro Yamada de la Tokyo Gakugei University en su libro La era de los solteros parásitos (パラサイトシングルの時代 parasaito shinguru no jidai?) publicado en octubre de 1999. El curioso término pronto se hizo popular en los medios y ahora es una expresión bien conocida en Japón. El Profesor Yamada acuñó después la expresión "pareja parásita" para referirse a parejas casadas que viven con uno o ambos padres. Esta situación ocurre cada vez menos y el término "pareja parásita" es menos conocido, y aunque ésta era una forma común de vida en Japón, su prevalencia ha disminuido en los últimos años.

## Situación
Se estima que había 10 millones de solteros parásitos en Japón en 1995. De acuerdo a un informe del Ministerio de Salud, un 60% de los hombres solteros y 80% de las mujeres solteras entre las edades de 25 y 34 años de edad viven con sus padres. Estos números han incrementado ligeramente desde 1976.
Mientras algunos adultos jóvenes ayudan con las tareas del hogar, o hasta pagan toda o una parte de la renta, la gran mayoría no lo hace. De acuerdo con algunas estadísticas (julio de 2007) más del 85% de los jóvenes no ayudan con los gastos diarios de la familia, y aun así reciben hospedaje gratuito, lavandería y comidas de sus padres. Más aún, el 50% de esos jóvenes reciben ayuda financiera extra de sus padres (existen fuentes [cita requerida] que aseguran que 50% de los jóvenes contribuyen al gasto familiar).
Tal situación permite a los jóvenes vivir con una comodidad considerable y mientras muchos ahorran dinero, otros gastan sus ingresos en artículos de lujo, viajes y otros gastos no esenciales. Muchos jóvenes desean vivir con sus padres hasta contraer matrimonio.
Los padres por su parte, a menudo disfrutan de vivir con sus hijos. Muchos padres quieren proteger a sus hijos y ofrecerles el mejor inicio en la vida, tratando de darles las oportunidades que ellos mismos no tuvieron. Los padres disfrutan la compañía y la interacción social y tratan de mantener tal relación. Los gastos adicionales de los padres debido a su huésped adicional son comúnmente pequeños, los gastos compartidos como la renta de un hogar deberán pagarse de cualquier manera, y los costos adicionales de comida y otros comestibles son insignificantes. Muchos padres ven esto como una inversión en su futuro, pues consideran que los jóvenes se verán obligados a cuidarlos en su vejez (en Japón es tradicional que los jóvenes cuiden a sus ancianos padres).

## Causas
La causa principal del fenómeno de los solteros parásitos no es económica, ya que dicho fenómeno siempre ha existido en Japón. Sin embargo, los gastos del hogar en Japón son notoriamente altos, especialmente en las grandes ciudades o en sus cercanías. Un soltero parásito que decide vivir independientemente podría perder en promedio 2/3 de sus ingresos.
Más aún, ellos tendrían que limpiar y cocinar por sí mismos, finalmente establecer un hogar tiene gastos considerables por la adquisición de artículos domésticos como los electrodomésticos, muebles y otros más.
El depósito en las rentas, cargo tradicional del casero y los gastos relacionados pueden alcanzar una suma considerable, tales gastos no son reembolsables y deben pagarse por anticipado, además volverse independiente implica grandes gastos y trabajo adicional. Además la vasta mayoría de la población japonesa está concentrada en las ciudades, así que todo el empleo y las opciones de entretenimiento están más al alcance si se vive en la casa paterna.
Las ventajas económicas son disfrutadas por los solteros parásitos y aunque existen diferentes categorías dentro de este grupo, los jóvenes profesionales pueden costearse vivir por sí mismos pero prefieren los beneficios financieros además de la compañía y seguridad de vivir con sus padres. Otros jóvenes tienen dificultad para encontrar un trabajo estable dada la actual situación económica. A menudo solo pueden encontrar trabajos a media jornada o mal pagados que no les permiten vivir por sí mismos aunque quisieran.
Finalmente, algunos jóvenes no se quieren enfrentar al mundo competitivo actual y no buscan trabajo, y en los peores casos no dejan la casa de sus padres pese a esto. Estos jóvenes son llamados hikikomori, personas que se aíslan socialmente.

## Efectos
Un posible efecto colateral del fenómeno de los solteros parásitos es el incremento en la edad promedio del primer matrimonio (aunque esto es atribuible a otros factores como las expectativas de la carrera y la educación). Mientras que en 1970 las mujeres se casaban en promedio a los 24 años y los hombres a los 27, esto se ha incrementado a 27,4 para mujeres y 29 años para los hombres en 2002. Esto ha derivado en que las mujeres tienen hijos más tarde en su vida y la cantidad de éstos disminuye debido al declive de la fertilidad después de los 30 años. Subsecuentemente mientras que en 1983 había un promedio de 1,8 niños nacidos por cada mujer durante su vida, esto disminuyó a 1,32 niños por cada mujer en 2002.
Muchos solteros parásitos trabajan, teniendo a menudo exitosas carreras e ingresos considerables, aun así son relativamente pocos los que contribuyen a los gastos diarios de la casa de los padres. Como consecuencia, tienen una gran cantidad de ingresos disponibles, y pocas necesidades de bienes duraderos. Se dice que los hábitos de consumo de los solteros parásitos son buenos para la economía, pero otros sostienen que también tendrían que gastarse el dinero si estuvieran viviendo solos, excepto que menos en bienes de lujo y más en gastos esenciales. En efecto, las ventas de bienes duraderos (neveras, muebles, máquinas lavadoras) están disminuyendo rápidamente en Japón, mientras que las ventas de bienes de lujo, especialmente los elementos de marca como Gucci, Prada, Hermès, Dior, Givenchy y especialmente Louis Vuitton (la cual es exageradamente popular en Japón) están floreciendo rápidamente, también se ven aumentadas especialmente las ventas de productos electrónicos de entreterimiento, como lo son las consolas de videojuegos y artículos recreativos relacionados con el anime y el manga. 
En conjunto, el efecto sobre la economía de Japón es solo un patrón de demanda ligeramente diferente, excepto por el hecho de que el dinero se marcha de Japón debido a las vacaciones en el extranjero y los productos de importación en algunos casos.
Otro efecto es una posible reducción en el precio de la vivienda y el coste del alquiler como consecuencia del número creciente de personas por hogar.

## Controversia
Los solteros parásitos son acusados con frecuencia de ser el origen de un gran número de problemas de Japón, que van desde un decremento en la tasa de nacimientos tras la recesión económica, al incremento del crimen. El profesor Yamada sostiene que las mujeres "malcriadas" que crecieron durante la burbuja económica son particularmente culpables. Sin embargo, mucha gente opina también que a los adultos jóvenes no les queda otra opción que convertirse en solteros parásitos, dada la difícil situación económica mundial actual, teniendo que elegir entre carrera y familia. Sin embargo, esta discusión ha desaparecido al haber mejorado la situación económica de Japón y haber sido demostrado que la denominada "década perdida" tuvo poco, si algún, efecto en este fenómeno.